# Fortezza di Louisbourg
La fortezza di Louisbourg è una parziale ricostruzione dell'antica fortezza francese del Settecento. Situata nell'Isola del Capo Bretone, nella Nuova Scozia, è diventato un sito storico.

## Storia
Con il Trattato di Utrecht del 1713 il Regno di Francia perse in Nordamerica l'isola di Terranova e parte dell'Acadia. Québec rischiava allora di essere circondata dai possedimenti inglesi. Così le autorità francesi, per garantire alla Francia l'accesso al fiume San Lorenzo dovettero ordinare di erigere un forte nell'Isola del Capo Bretone.
La costruzione della Fortezza di Louisbourg iniziò nel 1719. La cittadella fortificata prosperò velocemente e vi sorse anche un insediamento urbano, che ben presto divenne un importante nodo di traffico tra la Francia, la Nuova Francia e le Indie occidentali francesi. Inoltre, traino per l'economia del porto di Louisbourg era la pesca nelle acque di Terranova.
Un primo attacco per conquistare Louisbourg, da parte britannica, ebbe luogo nel 1745. Il tentativo francese di riconquistare il forte fallì l'anno seguente. Ma il Trattato di Aquisgrana restituì il forte alla Francia.
Dopo lo scoppio della Guerra franco-indiana la fortezza di Louisbourg venne nuovamente conquistata dai britannici nel 1758. Nel 1760 la fortezza venne distrutta dai britannici per evitare futuri usi da parte francese, ma vi rimasero alcuni abitanti civili.
Nel 1961 la fortezza di Louisbourg fu ricostruita.

## Galleria d'immagini

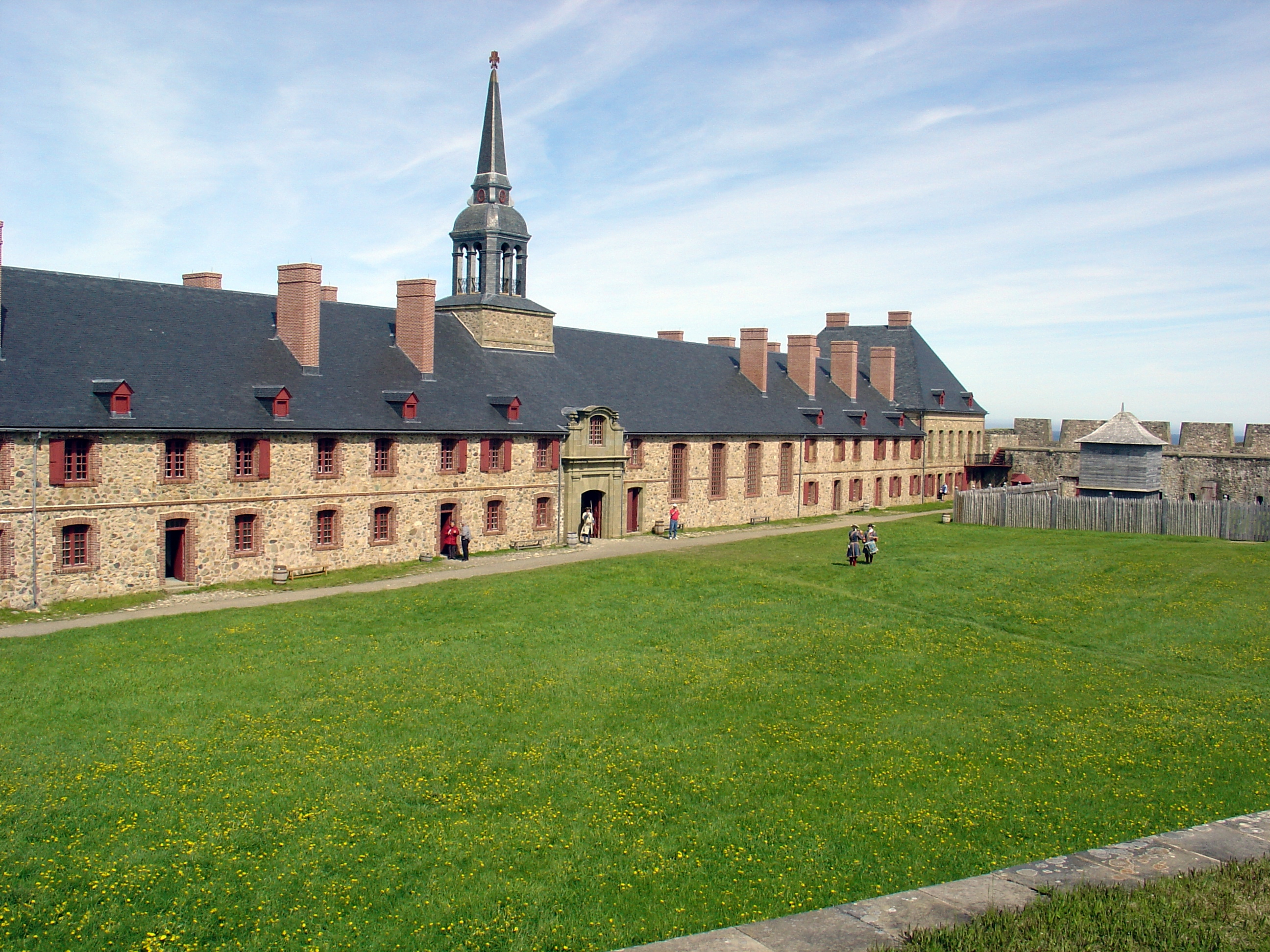
La corte interna
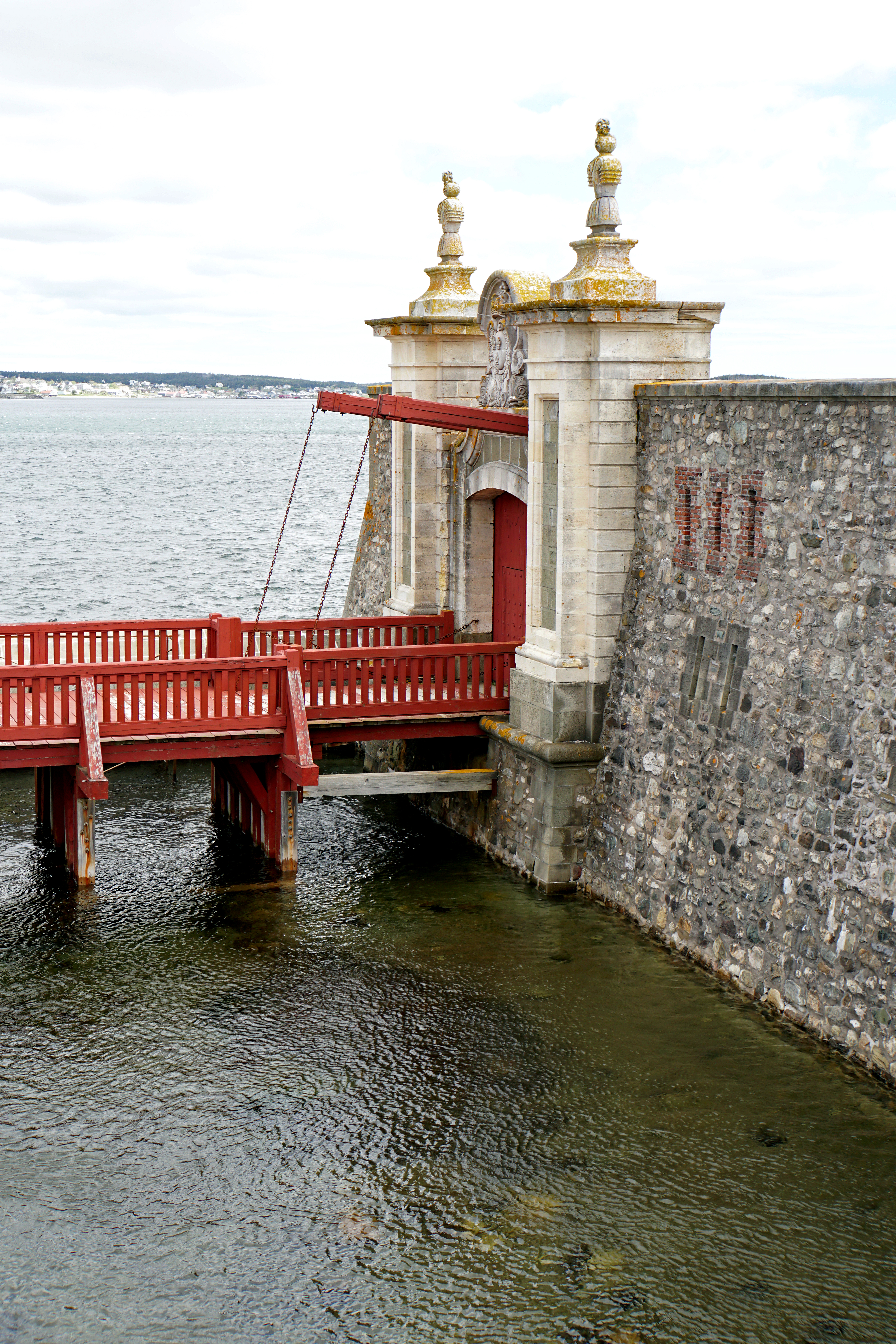
Porte Dauphin.
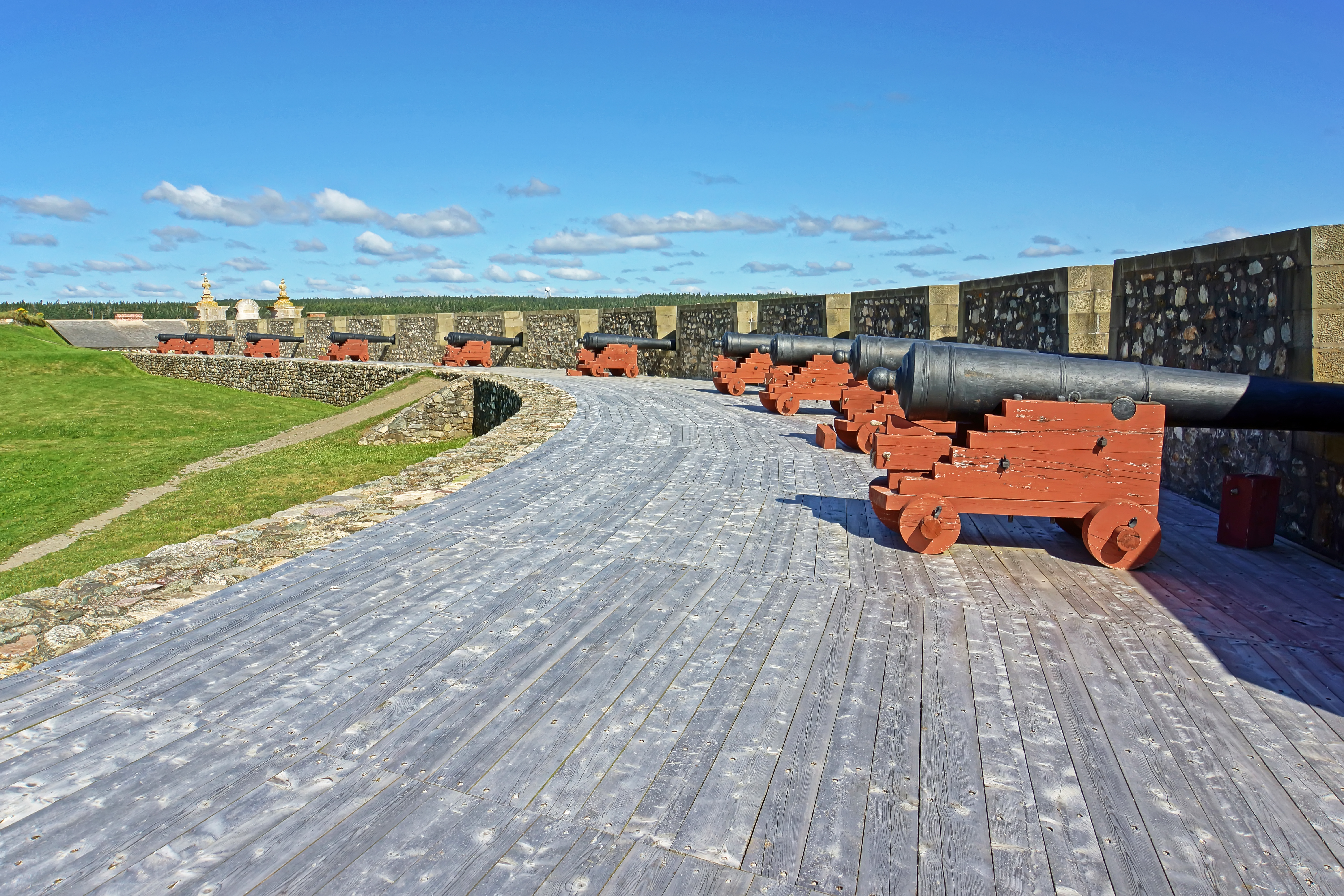
Le mura.
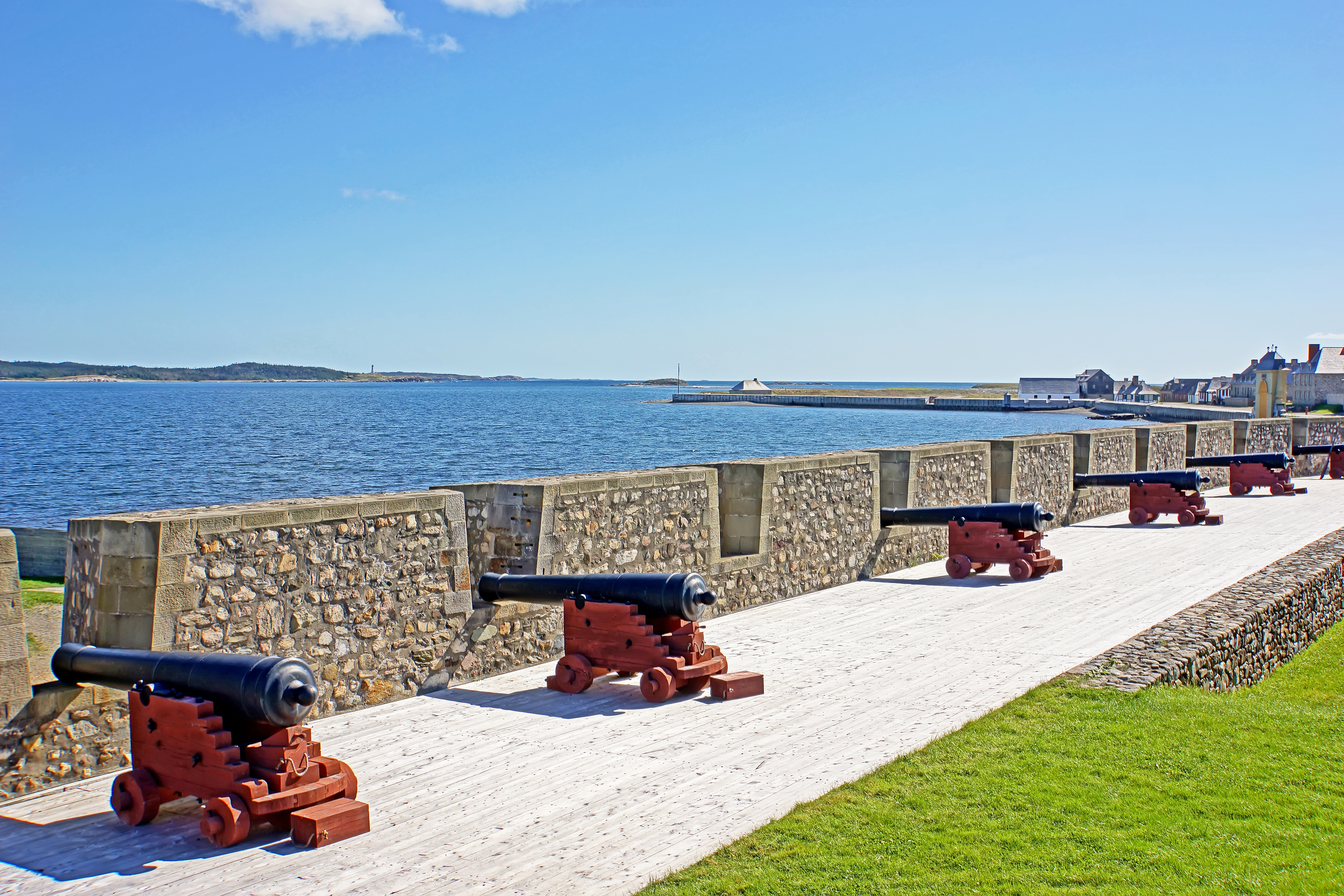
Le mura.
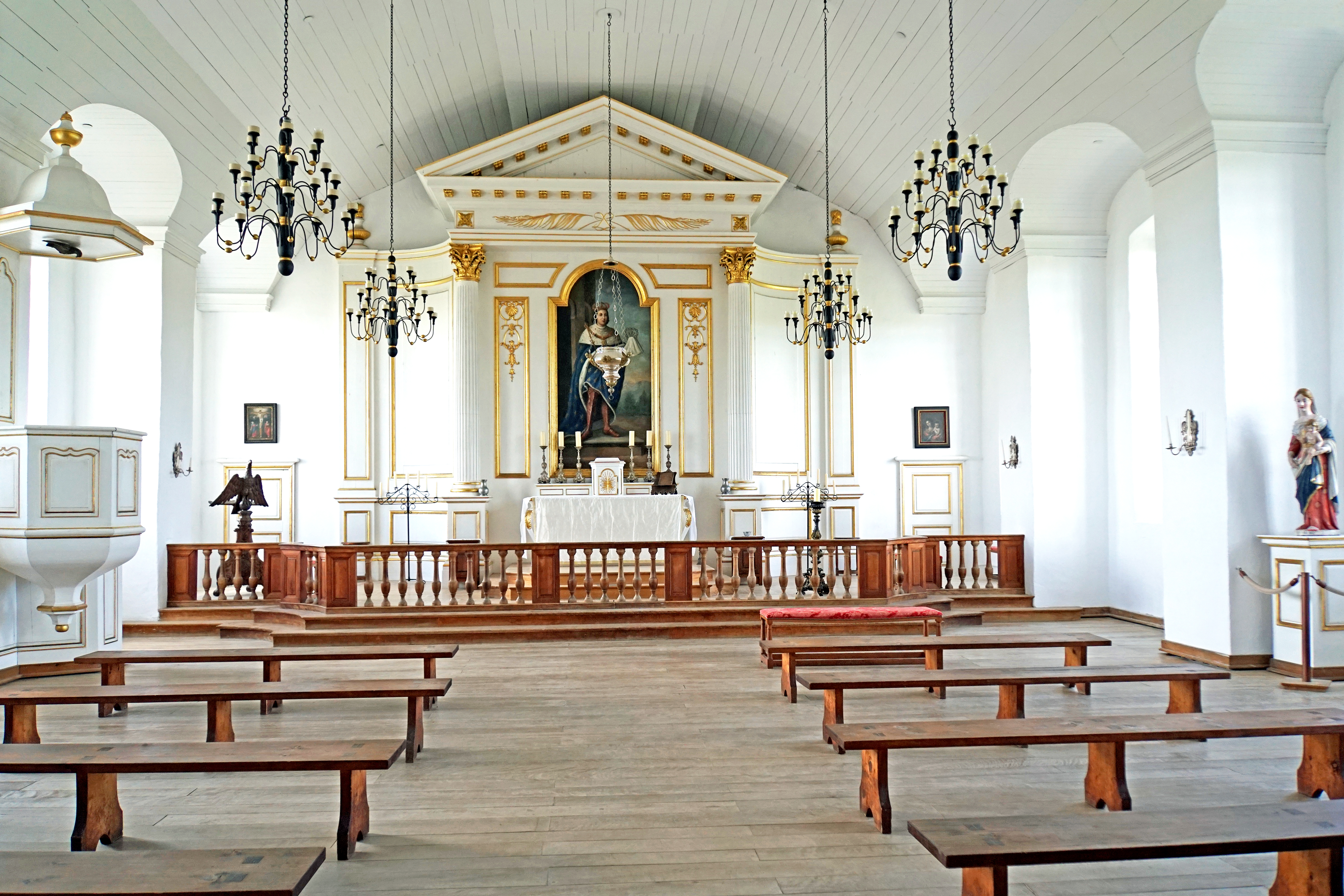
La cappella.